# Väster-Tjärnbotten
Väster-Tjärnbotten är en sjö i Sollefteå kommun i Ångermanland och ingår i Ångermanälvens huvudavrinningsområde.